# Личауэр-Краузе, Фрида
Фрида Личауэр-Краузе (нем. Frieda Litschauer-Krause, урождённая Краузе; 1 апреля 1903, Вена — 24 ноября 1992, Вена) — австрийская виолончелистка. Жена Франца Личауэра (с 1933 г.), мать Хайди Личауэр.
Дочь часовщика. Изучала в Венской академии музыки церковную музыку (1918—1920) и виолончель (1921—1924). В дальнейшем выступала преимущественно как ансамблистка, в том числе с 1938 г. в струнном квартете Эдит Штайнбауэр. Играла также на виоле да гамба, в том числе в ансамбле с Йеллой Песль. В 1947—1952 гг. солистка Венского камерного оркестра под управлением своего мужа. В 1955—1969 и 1985—1988 гг. преподавала в Венской академии музыки, с 1957 г. профессор.
Брат — Вилли Краузе (1914—2007), кларнетист Венского филармонического оркестра в 1946—1979 гг.